# Universidad Nacional de Colombia sede Amazonía

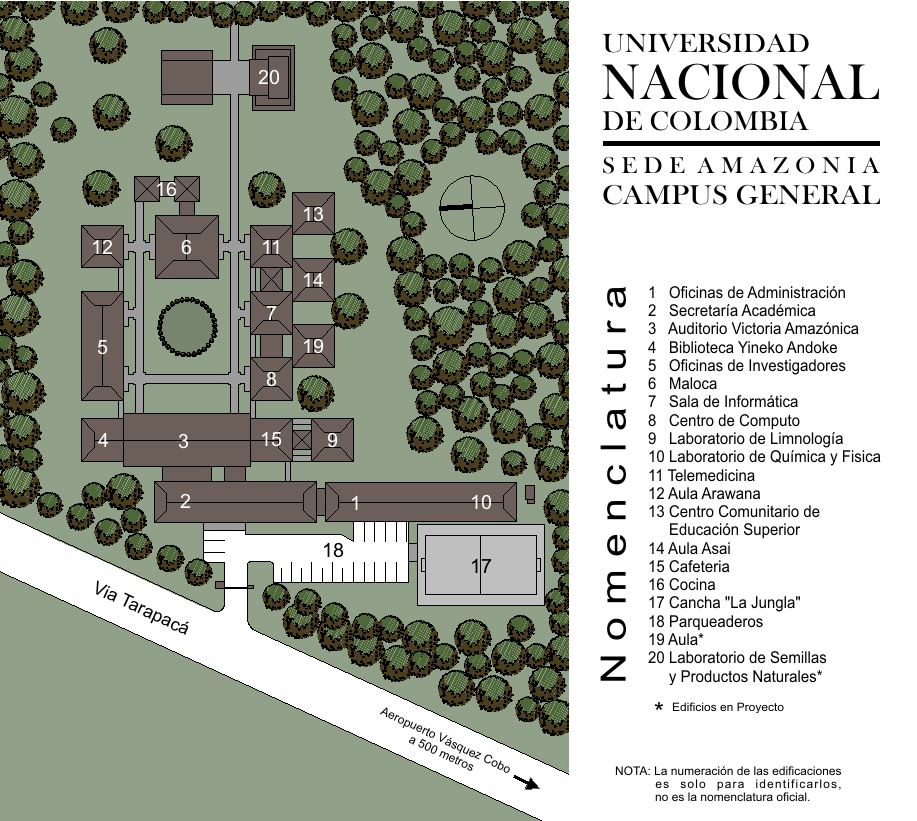
Plano del Campus general de la sede.

La Universidad Nacional de Colombia sede Amazonía, es una Sede de Presencia Nacional de la Universidad Nacional de Colombia, ubicada frente a la pista de aterrizaje del Aeropuerto Internacional Alfredo Vásquez Cobo, en las afueras de la ciudad de Leticia, sobre el kilómetro 2 de la vía hacia Tarapacá. Su campus recoge elementos locales y autóctonos en su diseño, obra del arquitecto Santiago Moreno, lo que fue destacado en la XVI Bienal de Arquitectura Colombiana.
Lo que hoy es la sede fue creada por la Universidad Nacional de Colombia en 1989 como la Estación Científica de Leticia, que fue convertida en la quinta sede en 1994, y con Instituto Amazónico de Investigaciones IMANI como unidad académica por medio del Acuerdo 012 del 15 de marzo de 1995 del Consejo Superior Universitario.
La sede cuenta con el pregrado de Administración de Empresas y el Programa Especial de Admisión y Movilidad Académica (PEAMA). En posgrado, ofrece la Especialización en Estudios Amazónicos y Maestría en Estudios Amazónicos.